# Plume (Atmosphäre)

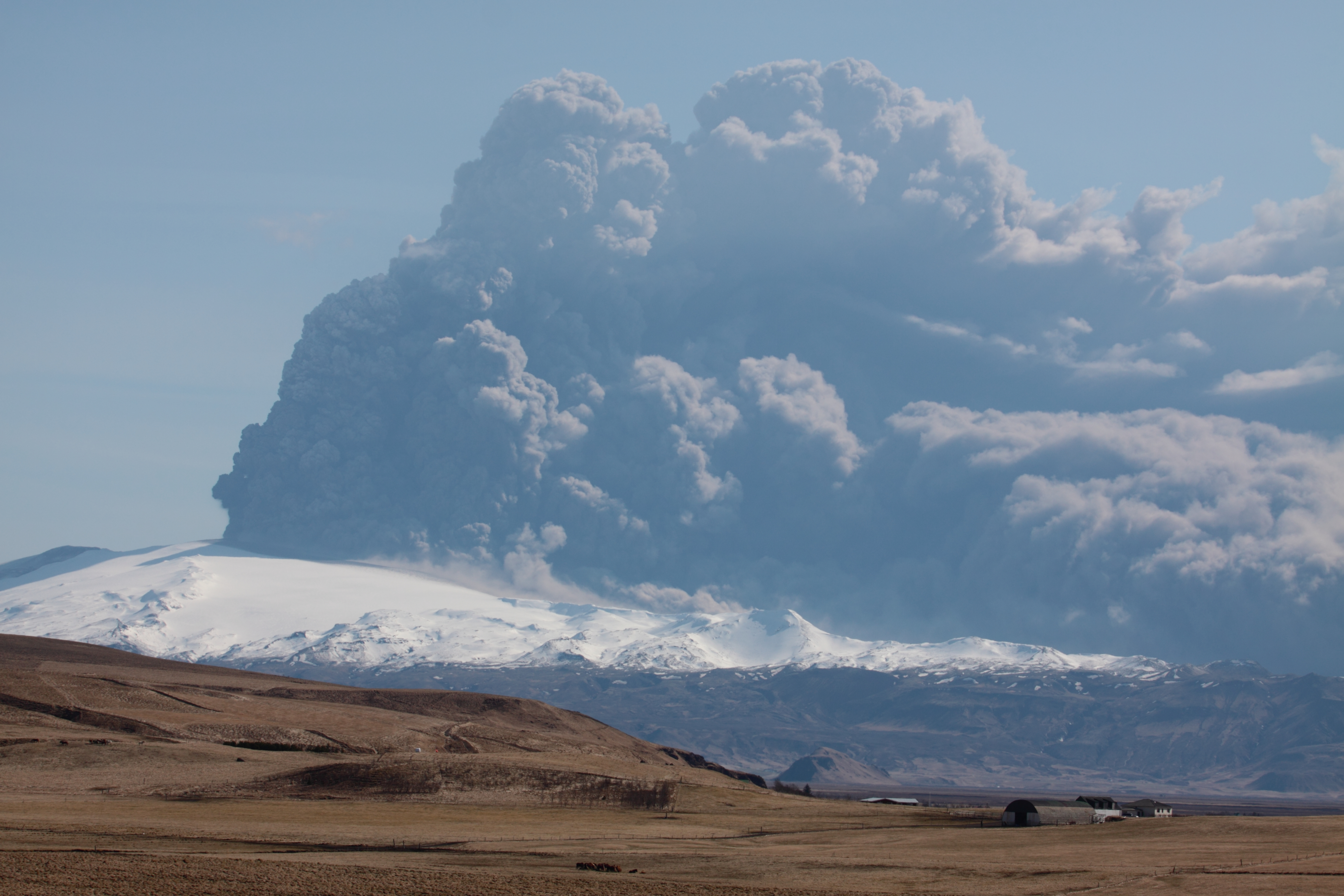
Plume des Vulkanausbruchs des Eyjafjallajökull, Island, 2010

Als Plume werden aufsteigende Gasmassen in der Atmosphäre eines Planeten bezeichnet, die – ähnlich dem geologischen Plume – durch große und lokal begrenzte Wärmequellen entstehen und beim Aufsteigen zumindest kurzfristig die dichteren Bereiche der Atmosphäre verlassen. Atmosphärische Plumes entstehen zum Beispiel bei dem Einschlag oder atmosphärischen Zerbersten großer Asteroiden oder Kometen, wie etwa dem Einschlag der Fragmente des Kometen Shoemaker-Levy 9 auf dem Jupiter. Auch Vulkanausbrüche oder große Atombombenexplosionen können zu atmosphärischen Plumes führen.